# Neurociencia afectiva
Neurociencia afectiva es el estudio de los mecanismos neurológicos de las emociones. Este campo interdisciplinario combina la neurociencia con el estudio psicológico de la personalidad, de las emociones, y del estado de ánimo.
Se sirve de técnicas punteras (resonancia magnética magnetoencefalografía, electroencefalografía, medidas fisiológicas periféricas, estimulación magnética transcraneal), así como de modelos computacionales, estudios de pacientes con lesiones cerebrales, análisis del comportamiento o test psicológicos.

## Áreas cerebrales relacionadas con las emociones
Se piensa que las emociones están relacionadas con la actividad neuronal en ciertas áreas del cerebro que dirigen nuestra atención, motivan nuestro comportamiento y determinan el significado de lo que está ocurriendo a nuestro alrededor. El trabajo pionero realizado por Paul Broca (1878), James Papez (1937), y Paul D. MacLean (1952) sugiere que las emociones están relacionadas con un grupo de estructuras situadas en el centro del cerebro y conocidas como sistema límbico, el cual contiene al hipotálamo, giro cingulado, hipocampo, y otras estructuras. Investigaciones han demostrado que las estructuras límbicas están directamente relacionadas con las emociones, pero se ha encontrado que las estructuras no límbicas tienen mayor relevancia emocional. Actualmente se piensa que las siguientes estructuras cerebrales están involucradas en las emociones.

### Estructura del sistema límbico
- Amígdala. La amígdala es el conjunto de dos estructuras pequeñas y redondas localizadas en el plano frontal atrás del hipocampo cerca de los polos del lóbulo temporal. La amígdala está involucrada en detectar y aprender qué partes de nuestros alrededores son importantes y tienen algún significado emocional. Son críticas para la producción de emociones y pueden ser particulares para las emociones negativas, especialmente miedo.[6] Múltiples estudios han demostrado la activación de la amígdala cuando se percibe una amenaza potencial; varios circuitos permiten a la amígdala usar memorias pasadas relacionadas para un mejor juicio de una posible amenaza.[7]

- Tálamo. El tálamo está involucrado en retransmitir señales sensoriales y motoras a la corteza cerebral,[8] especialmente estímulos visuales. El tálamo también juega un papel importante en la regulación de los estados de sueño y vigilia.[9]

- Hipotálamo. El hipotálamo está localizado debajo del tálamo. Juega un papel en la respuesta emocional al sintetizar y liberar neurotransmisores que pueden afectar el estado de ánimo, de recompensa y de excitación.[10]

- Hipocampo. El hipocampo es una estructura de los lóbulos medios temporales que están involucrados principalmente en la memoria. Trabaja para formar nuevos recuerdos y también conecta diferentes sentidos como la información visual, el olfato o recuerdos sonoros. El hipocampo permite almacenar recuerdos a largo plazo y también los recupera cuando son necesarios. Es esta recuperación la que es utilizada por la amígdala para ayudar a evaluar un estímulo afectivo presente.[11]

- Fórnix. El fórnix es la principal vía de salida del hipocampo hacia los cuerpos mamilares. Ha sido identificada como la región principal en controlar las funciones de memoria espacial, memoria episódica y funciones ejecutivas.[12]

- Cuerpos mamilares. Los cuerpos mamilares son importantes para la memoria recolectiva.[13]

- Bulbo olfatorio. Los bulbos olfatorios son los primeros nervios craneales, localizados en el lado ventral del lóbulo frontal. Están involucrados en el olfato y percepción de olores.[14]

- Giro cingulado. El giro cingulado está localizado por encima del cuerpo calloso y es usualmente considerado parte del sistema límbico. Las diferentes partes del giro cingulado tienen diferentes funciones, y están involucradas con el afecto, control visceromotor, selección de respuesta, control esqueletomotor, procesamiento visoespacial, y en acceso a la memoria.[15]  Una parte del giro cingulado es la corteza cinglada anterior que se piensa que juega un rol central en la atención[16] y en tareas cognitivas conductualmente exigentes.[17] Esto puede ser particularmente importante con respecto a la consciencia, conocimiento emocional objetivo. Esta región del cerebro puede también jugar un rol importante en la iniciación del comportamiento motivado.[17]

### Otras estructuras cerebrales relacionadas con la emociones
- Ganglios basales. Los ganglios basales son grupos de núcleos encontrados en cualquiera de los dos lados del tálamo. Los ganglios basales juegan un rol importante en la motivación.[18]

- Corteza orbitofrontal. Es la mayor estructura involucrada en la toma de decisiones y en la influencia de las emociones en la toma de decisiones.[19]

- Corteza prefrontal. El término de corteza prefrontal se refiere a la parte más ventral del cerebro, detrás de la frente y por encima de los ojos. Parece jugar un papel crítico en la regulación de las emociones y el comportamiento al anticipar las consecuencias de las acciones. La corteza prefrontal puede tener un papel muy importante en la demora de la gratificación al controlar las emociones a través del tiempo y organizar y dirigir la conducta hacia metas específicas.[20]

- Cuerpo estriado ventral. El cuerpo estriado ventral es un grupo de estructuras subcorticales llamado Núcleo accumbens; se piensa que está involucrado en la dirección de emociones positivas enfocadas en la experiencia de ciertas metas. Los individuos con adicciones experimentan un incremento de actividad en esta área cuando encuentran el objeto de su adicción

- Ínsula. La corteza insular se cree que juega un papel crítico en la experimentación de emociones en el cuerpo, al estar conectada con otras estructuras del cerebro que están relacionadas con funciones autónomas del cuerpo (ritmo cardiaco, respiración, digestión, etc.). Esta región también procesa la información del sentido del gusto y se piensa que juega un papel importante en la sensación de disgusto.

- Cerebelo. Recientemente ha habido una cantidad considerable de trabajos que describen el rol del cerebelo en las emociones así como en la cognición, y el síndrome afectivo cerebelar cognitivo fue descrito.[21] Los estudios de neuroimágenes, así como las lesiones patológicas en el cerebelo (como un accidente cerebrovascular), demuestran que el cerebelo tiene un rol significativo en la regulación de emociones. Estudios de lesiones[22] han demostrado que la disfunción del cerebelo puede acentuar la sensación de emociones positivas. Mientras que estos estudios no muestran una respuesta acentuada ante este estímulo radical, el estímulo no requiere de estructuras que normalmente sean activadas (como la amígdala). Además, estructuras límbicas alternativas fueron activadas, como la corteza prefrontal ventromedia, el giro cingulado anterior y la ínsula. Esto puede indicar que la presión evolutiva resultó en el desarrollo del cerebelo como un mediador del circuito del miedo para mejorar la supervivencia. También puede indicar un papel regulatorio del cerebelo en la respuesta neural de los estímulos de gratificación, como lo son el dinero,[23] el abuso de drogas[24] y el orgasmo.[25]

### Papel del Hemisferio Derecho en las emociones
Con el paso del tiempo, se identificó que el hemisferio derecho está directamente relacionado con el procesamiento de las emociones. La teoría científica con respecto al papel que tiene el hemisferio derecho ha sido desarrollada con el paso de los años y ha resultado en distintos modelos del funcionamiento de las emociones. C.K. Mills fue uno de los primeros investigadores que propuso una relación directa del hemisferio derecho y el procesamiento de emociones en pacientes con lesiones en este hemisferio. Las emociones en un principio se pensaba que eran procesadas en las estructuras del sistema límbico como en el hipotálamo y en la amígdala. A finales de la década de 1980 y principios de 1990, se encontró que las estructuras neocorticales estaban relacionadas con las emociones. Estos descubrimientos conllevaron al desarrollo de la hipótesis del hemisferio derecho y la hipótesis de valencia.

#### Hipótesis del Hemisferio Derecho
La hipótesis del hemisferio derecho establece que las estructuras neocorticales del hemisferio derecho están especializadas en la expresión y percepción de las emociones. Este hemisferio ha sido relacionado con estrategias mentales que son no verbales, sintéticas, interactivas u holísticas, y Gestalt lo que las hace ideales para el procesamiento de emociones. El hemisferio derecho está más relacionado con los sistemas subcorticales de excitación autónoma y de atención, como se ha demostrado en pacientes que tienen negligencia espacial cerebral desarrollada cuando el daño es asociado al lado derecho del cerebro en contraposición al lado izquierdo. Las patologías del hemisferio derecho han sido también relacionadas con patrones anormales de respuestas del sistema nervioso autónomo. Estos descubrimientos podrán ayudar a entender la importancia de las regiones subcorticales del cerebro para el hemisferio derecho como lo es el tener una conexión fuerte entre ellos.

#### La Hipótesis de Valencia
La hipótesis de valencia reconoce el rol del hemisferio derecho en las emociones, pero afirma que está principalmente enfocado en el procesamiento de las emociones negativas mientras que el hemisferio izquierdo procesa las emociones positivas. El modo de procesamiento de los dos hemisferios ha sido motivo de discusión en varios debates. Una versión sostiene que falta una forma específica de procesamiento, estipulando que el hemisferio derecho sólo procesa emociones negativas y el hemisferio izquierdo sólo emociones positivas. Una segunda versión sostiene que ocurre una forma de procesamiento compleja, específicamente que hay una especialización hemisférica de la expresión y experimentación de emociones, predominando el hemisferio derecho al experimentar ambas emociones, positivas y negativas. Más recientemente, una gran cantidad de investigaciones se ha realizado respecto al lóbulo frontal, revelando que el lóbulo frontal en ambos hemisferios está involucrado en el estado emocional, mientras que el hemisferio derecho posterior, el lóbulo parietal y temporal, está involucrado en el procesamiento de las emociones. La disminución de la actividad en el lóbulo parietal derecho ha sido asociada con la depresión y el incremento de la actividad con el surgimiento de ansiedad. El mayor entendimiento que se tiene del papel que juegan los diferentes hemisferios ha llevado a hacer modelos cada vez más complicados, todos basados de alguna manera en el modelo original de valencia.

## Relación con la neurociencia cognitiva
En el sentido más general, cognición se refiere a todos los procesos mentales. Sin embargo, el estudio de la cognición tiene emociones excluidas con el paso del tiempo y se enfoca en los procesos no emocionales (ej., memoria, atención, percepción, acción, solución de problemas e imágenes mentales). Como resultado, el estudio de las bases neurales de los procesos emocionales y no emocionales es ahora pensado que sea en gran medida artificial, ya que los dos tipos de procesos usualmente implican la superposición de los mecanismos neurales y mentales. Por lo tanto, cuando se toma la definición más general de cognición, la neurociencia afectiva también puede ser llamada la neurociencia cognitiva de las emociones.

## Pruebas de neurociencia cognitiva en la investigación de neurociencia afectiva

### Emoción "Go/no go" – Aprobado/fallado
La prueba de la emoción "Go/no go", o prueba de aprobado/fallado, ha sido frecuentemente utilizada para estudiar la inhibición de la conducta. Es una derivación del paradigma original Go/no go: esta prueba implica la combinación de señales afectivas "aprobadas", en donde el participante debe de hacer una respuesta motora tan rápido como pueda, y señales afectivas "falladas", en donde la respuesta motora debe de ser retenida. Debido a que las señales "aprobadas" son más comunes, la prueba es capaz de medir la habilidad de una persona para inhibir una respuesta bajo diferentes condiciones o situaciones emocionales.
Esta prueba es común en estudios de regulación emocional, y a menudo se combina con los resultados de neuroimágenes para localizar funciones cerebrales relevantes tanto en individuos sanos como en los que tienen desórdenes afectivos. Por ejemplo, los estudios "aprobado/fallado" convergen con otra metodología para estudiar la implicación de áreas de la corteza prefrontal durante la inhibición de los estímulos de valencia emocional.

### "Stroop emocional" o efecto Stroop
La prueba del Stroop emocional, adaptación del efecto Stroop original, mide el sesgo de atención a los estímulos emocionales. Los participantes tienen que nombrar el color de la tinta con la que están escritas las palabras, ignorando a las palabras mismas cuyo significado es el nombre de un color diferente a la tinta. En general, los participantes tienen mayor dificultad de apartar su atención de las palabras de valencia afectiva, que de las palabras neutrales. Esta interferencia de palabras de valencia es medida por el tiempo de respuesta al ir nombrando el color de las palabras neutrales comparado con el de las palabras emocionales.
Esta prueba es normalmente utilizada para estudiar la atención selectiva hacia estímulos amenazantes o de otras valencias negativas, normalmente relacionadas con psicopatologías. El desorden de sesgos de atención específica ha sido encontrado en una variedad de trastornos mentales. Por ejemplo, los pacientes con aracnofobia muestran un sesgo en las palabras relacionadas con las arañas pero no con otras palabras de valencia negativa. Descubrimientos similares se han atribuido a ciertas palabras relacionadas con otros trastornos de ansiedad. Sin embargo, otros estudios han cuestionado estos descubrimientos. Es un hecho que los pacientes con ansiedad en algunos estudios muestran interferencias en el efecto Stroop para palabras positivas y negativas, cuando las palabras tienen significado emocional. Esto significa que los efectos de la especificidad para diferentes desórdenes puede ser en gran medida atribuida a la relación semántica de las palabras con lo que respecta al trastorno, en lugar de simplemente la emocionalidad de las palabras.

### La prueba de los 60 rostros de Ekman
La prueba de rostros Ekman es utilizada para medir la capacidad de reconocimiento emocional de seis emociones básicas. Fotografías en blanco y negro de 10 actores (6 hombres y 4 mujeres) son presentados al participante, cada actor interpreta una emoción básica diferente. A los participantes normalmente se les pide que nombren rápidamente cada emoción presentada en cada fotografía. La prueba es una herramienta común para estudiar los déficits en la regulación emocional en pacientes con demencia, enfermedad de Parkinson y otros desórdenes degenerativos cognitivos. Sin embargo, la prueba también ha sido utilizada para errores de reconocimiento en desórdenes como lo son el trastorno límite de la personalidad, esquizofrenia, y trastorno bipolar.

### Prueba del punto emocional o Dot probe emocional
La prueba emocional del paradigma Dot-Probe o paradigma de la prueba del punto es utilizada para evaluar la atención selectiva visual y la pérdida de atención al separar un estímulo afectivo El paradigma comienza con una cruz fija en el centro de la pantalla. Un estímulo emocional y uno neutral aparecen lado a lado; posteriormente, un punto aparece detrás del estímulo neutral (condición incongruente) o del estímulo afectivo (condición congruente). Se les pregunta a los participantes en dónde es que ven ese punto, y el tiempo de respuesta es medido. Los puntos que aparezcan del lado de la imagen que el participante estaba viendo podrían identificarse más rápido. Por lo tanto, es posible en discernir a qué objeto el participante está prestando atención al restar el tiempo de reacción de los ensayos congruentes contra los incongruentes.
La investigación más documentada con la prueba del paradigma del punto involucra la atención a los estímulos relacionados con amenazas, como lo son caras temibles, en los individuos con trastornos de ansiedad. Los individuos con ansiedad tienden a responder más rápido a los ensayos congruentes, lo que posiblemente indica vigilancia hacia las amenazas o pérdida de enfoque al despegar la atención de un estímulo amenazante. Un efecto de especificidad de atención también ha sido detectado, con individuos con atención selectiva hacia amenazas son relacionados con algún desorden en particular. Por ejemplo, aquellos con fobia social selectivamente prestan atención hacia amenazas sociales paro no a las amenazas físicas. Sin embargo, esta especificidad puede ser más matizada. Los participantes con síntomas de  trastorno obsesivo-compulsivo inicialmente mostraban un sesgo de atención en las amenazas compulsivas, pero este sesgo se atenuó en ensayos posteriores debido a la habituación de estos estímulos.

### Sobresalto potenciado por miedo
El sobresalto potenciado por miedo (FPS por sus siglas en inglés) ha sido utilizado como un índice psicofisiológico de la reacción del miedo tanto en animales como en humanos. El FPS es normalmente evaluado por medio del reflejo producido por un susto al parpadear, el cual puede ser medido por electromiografía. El reflejo del parpadeo es una reacción defensiva automática ante un inductor abrupto, haciéndolo un inductor objetivo del dolor. Los paradigmas típicos del FPS involucran ruidos explosivos o parpadeos de luz abruptos transmitidos mientras el individuo reacciona ante una serie de estímulos. Se ha demostrado que los reflejos por sobresalto son regulados por las emociones. Por ejemplo, los participantes sanos tienden a mostrar incrementadas respuestas de sobresalto mientras veían imágenes de valencia negativa y atenuadas respuestas de sobresalto cuando veían imágenes de valencia positiva, en comparación con las de valencia neutra.
La respuesta por sobresalto ante un estímulo particular es mayor bajo condiciones de amenaza. Un ejemplo común dado para indicar este fenómeno es cuando a una persona se le aplica un parpadeo de luz para provocar una respuesta de sobresalto, esta va a ser mayor si este va caminando por la noche en un vecindario peligroso, y será menor si está en condiciones seguras. En estudios de laboratorio, la amenaza de recibir un impacto es suficiente para potenciar el sobresalto, inclusive si el impacto no se da.
Los paradigmas del sobresalto potenciado por miedo usualmente son usados para estudiar el  aprendizaje por miedo y como se presenta en individuos con trastorno por estrés postraumático y otros desórdenes de ansiedad. En estudios de condicionamiento por miedo, un estímulo neutral inicial es repetidamente comparado con el estímulo aversivo, este fue tomado del condicionamiento clásico. Estudios de FPS han demostrado que los pacientes con TEPT incrementaron su respuesta a sobresalto ante señales de peligro y a señales naturales o de seguridad comparados con pacientes sanos.

## Neurociencia afectiva y aprendizaje
Hay varias formas en las que el afecto juega un papel durante el proceso de aprendizaje. Recientemente, la neurociencia afectiva ha trabajado bastante para encontrar cuál es ese rol. Profundizando el apego emocional de un sujeto a cierta área permite un entendimiento más profundo del material y, por lo tanto, se da el aprendizaje y este perdura. Cuando uno está leyendo, las emociones que uno está sintiendo en comparación con las emociones que están siendo representadas en el contenido afecta a la comprensión del sujeto. Una persona que se siente triste puede entender mejor un pasaje triste que una persona que está feliz. Por lo tanto, las emociones de un estudiante juegan un papel muy importante durante su proceso de aprendizaje.
Las emociones también pueden ser incorporadas o percibidas de las palabras que leemos en una página o en la expresión facial de una persona. Estudios de neuroimágenes usando fMRI han demostrado que la misma área del cerebro que se activa cuando una persona está sintiendo disgusto también es activada cuando se observa a una persona sintiendo disgusto. En un ambiente tradicional de aprendizaje, la expresión facial de los maestros puede tener un papel crítico en la adquisición del lenguaje en los estudiantes. Mostrando una expresión amenazante cuando se está leyendo pasajes que contienen tonos amenazantes, facilita a los estudiantes a aprender el significado de ciertas palabras de vocabulario y les ayuda a comprender mejor el texto leído.

## Metaanálisis de neurociencia afectiva
Un metaanálisis en una aproximación estadística para sintetizar los resultados obtenidos de múltiples estudios. Muchos metaanálisis se han realizado con el fin de examinar las bases cerebrales de las emociones. En cada metaanálisis, fueron incluidos estudios donde se investigaban a adultos sanos no medicados. Se examinaron las áreas del cerebro que están más activas durante el procesamiento de las emociones y las que están activas durante la condición neutral de control, estos resultados se restan para su posterior análisis. Hoy en día los metaanálisis predominantemente se centran en dos enfoques teóricos, el enfoque locacionista y el enfoque de construcción psicológica

### Enfoques locacionistas
Estos enfoques de las emociones hipotetizan que muchas de las categorías emocionales (como la alegría, tristeza, miedo, enojo, y disgusto) tienen bases biológicas. Desde esta perspectiva, las emociones son modelos basados en la herencia biológica que no pueden ser divididos en más componentes de base fisiológica. Los modelos que siguen el enfoque locacionista para las emociones hipotetizan que todos los estados mentales pertenecientes a una única categoría emocional pueden ser consistente y específicamente localizados en alguna región distintiva del cerebro o a una red definida de las regiones cerebrales. Cada categoría emocional básica también comparte otras características emocionales: comportamiento facial distintivo, fisiología, experiencia subjetiva y pensamiento de acompañamiento y recuerdos.

### Enfoques psicológicos construccionistas
Este enfoque a la emoción hipotetiza que las emociones como felicidad, tristeza, miedo, furia y disgusto (y muchas otras) son estados mentales construidos que ocurren cuando diferentes sistemas en el cerebro trabajan juntos. Desde esta perspectiva, las redes de las regiones cerebrales son la base de las operaciones psicológicas (ej., lenguaje, atención, etc.) que interaccionan para producir muchos tipos diferentes de emoción, percepción y cognición. Una operación psicológica crítica para las emociones es la red de las regiones cerebrales que son las bases de la valencia (sentimiento de agrado o desagrado) y  excitación (sentimiento de activado y desdactivado) Las emociones surgen cuando los sistemas neutrales basados en operaciones psicológicas diferentes interaccionan (no solo los que están involucrados en la valencia y en la excitación), provocando alteraciones en los patrones de activación en el cerebro. Dado que las emociones surgen de los componentes más básicos, hay heterogeneidad dentro de cada categoría emocional; por ejemplo, una persona que experimenta diferentes tipos de miedo, los cuales los percibe diferente, y cada uno corresponde a un patrón neutral diferente en el cerebro. Por lo tanto, esta perspectiva presenta diferentes enfoques para el entendimiento de las bases neurales de las emociones a comparación con los enfoques locacionistas.

### Phan et al. 2002
En el primer metaanálisis de emociones con neuroimágenes, Phan et al. (2002) analizaron los resultados de 55 estudios publicados en artículos de revistas entre enero de 1990 y diciembre de 2000 para determinar si las emociones de miedo, tristeza, disgusto, ira, y felicidad eran consistentemente asociadas con la actividad en regiones cerebrales específicas. Todos los estudios usaron las técnicas de IRMf o PET para investigar niveles superiores de procesamiento mental de las emociones (estudios de bajo nivel de procesamiento sensorial o motor fueron excluidos). La aproximación de análisis de los autores fue tabular el número de estudios que reportaron la activación de regiones específicas del cerebro cuando se realizaban las pruebas induciendo temor, tristeza, disgusto, enojo, y felicidad. Para cada región cerebral, el análisis estadístico de Chi cuadrada fue conducido para determinar si la proporción de estudios que reportaban la activación mientras existía una emoción eran significativamente más altos que la proporción de estudios que reportaban la activación con una emoción diferente. Dos regiones mostraban este patrón estadístico significativo en los estudios. En la amígdala, 66 % de los estudios que indujeron miedo reportaron actividad en esta región, comparado con el ~20 % reportado de los estudios que indujeron felicidad, ~15 % de los estudios que indujeron tristeza (sin reportes de activación con la inducción de ira y disgusto). En la cingulada subcallosal, 46 % de los estudios que indujeron tristeza reportaron actividad en esta región, comparado con el ~20 % que indujo felicidad y el ~20 % que indujo ira. Este patrón de clara discriminabilidad entre las categorías emocionales es en efecto extraño, con un número de patrones en regiones del sistema límbico (que incluye la amígdala, el hipocampo, el hipotálamo, y la corteza orbitofrontal), regiones del paralímbico (que incluye la cingulada subcallosal, la corteza media prefrontal, la corteza del cíngulo anterior y posterior, y el polo temporal), y la región uni/heteromodal (que incluye la corteza lateral prefrontal, la corteza sensoriomotriz primaria, corteza temporal, cerebelo y el tronco cerebral. Las regiones cerebrales implicadas en las emociones discretas como los ganglios basales (~60 % de los estudios indujeron felicidad y ~60 % de los estudios que indujeron disgusto reportaron actividad en esta región) y la corteza prefrontal media (felicidad ~60 %, enojo ~55 %, tristeza ~40 %, disgusto ~40 %, y miedo ~30 %).

### Murphy et al. 2003
Murphy et al. 2003 analizaron 106 revisiones de revistas publicadas entre enero de 1994 y diciembre de 2001 para examinar la evidencia para la especialización regional de emociones discretas (miedo, disgusto, ira, felicidad y tristeza) a través de un conjunto de estudios más grande que el de Phan et al. Los estudios incluían una medición de actividad por metaanálisis en todo el cerebro y regiones de interés (actividad en regiones particulares de interés para el estudio en el individuo). Las estadísticas de la prueba de Kolmogorov-Smirnov en 3D fueron usadas para comparar distribuciones espaciales de patrones de activación 3D para determinar si las activaciones estadísticamente significativas (consistentemente activada a través de varios estudios) fueron específicas a determinadas regiones del cerebro para todas las categorías emocionales. En este patrón de activación consistente, activaciones regionales específicas fueron identificadas en cuatro regiones cerebrales: amígdala con miedo, ínsula con disgusto, globo pálido con disgusto, y corteza orbitofrontal lateral con ira. La amígdala estuvo constantemente activada en ~40 % de los estudios que indujeron miedo, comparado con menos del 20 % en estudios que indujeron felicidad, tristeza, o enojo. La ínsula estuvo consistentemente activada en ~70 % de los estudios que indujeron disgusto, comparados con tristeza (~40 %), miedo (~20 %), y felicidad (~10 %). Similar a la ínsula, el globo pálido estuvo consistentemente activado en ~70 % de los estudios que indujeron disgusto, comparado con menos del 25 % de los estudios que indujeron tristeza, temor, enojo o felicidad. La corteza orbitofrontal lateral fue consistentemente activada en más del 80 % de los estudios que indujeron enojo o ira, comparado con los que indujeron miedo (~3 %), tristeza (~20 %), felicidad (<20 %) y disgusto (<20 %). Otras regiones mostraron diferentes patrones de activación en cada categoría. Por ejemplo, tanto la corteza prefrontal media dorsal como la corteza de cíngulo rostral anterior mostraron actividad consistente en las emociones (felicidad ~50 %, tristeza ~50 %, enojo ~40 %, miedo ~30 %, y disgusto ~20 %).

### Barrett et al. 2006
Barrett, et al. 2006 examinaron 161 estudios publicados entre 1990 y 2001, que eran un subconjunto de los que se analizaron en previos metaanálisis (Phan, et al. 2002 y Murphy et al. 2003). En esta revisión, los autores examinaron la hipótesis locacionista al comparar la consistencia y especificidad de descubrimientos meta-analíticos previos específicos para cada emoción básica hipotetizada (miedo, ira, tristeza, disgusto, y felicidad). Los patrones neurales consistentes son definidos por regiones cerebrales que muestran un incremento en su actividad para cada emoción específica (relativo para una condición de control neural), a pesar del método de inducción usado (por ejemplo, señales visuales contra señales auditivas). Los patrones neurales específicos fueron definidos como circuitos arquitectónicamente separados para una emoción contra las demás emociones (por ejemplo, el circuito del miedo debe de ser discriminatorio del circuito del enojo; sin embargo, ambos circuitos pueden incluir regiones cerebrales en común). En general, los resultados apoyan la consistencia sobre los descubrimiento de Phan et al. y Murphy et al., pero no la especificidad. La consistencia fue determinada por la comparación de los análisis de chi cuadrada que revelaban si la proporción de los estudios que reportaban la activación durante una emoción eran significativamente más altos que la proporción de estudios que reportaban la activación durante las otras emociones. La especificidad fue determinada por medio de una comparación de la localización cerebral de la categoría emocional al contrastar las activaciones en regiones clave que eran específicas para emociones particulares. El incremento en la activación de la amígdala durante el sentimiento de miedo fue el más consistente reportado por medio de métodos de inducción (pero no específicos). Ambos metaanálisis también reportaron un incremento en la activación de regiones de la corteza del cíngulo anterior durante el sentimiento de tristeza. Sin embargo, este descubrimiento fue menos consistente (con los métodos de inducción) y no fue específico para la tristeza. Ambos metaanálisis también encontraron que el disgusto estaba asociado con el incremento de actividad en los ganglios basales, pero estos descubrimientos no fueron ni consistentes ni específicos. Ni la consistencia ni la actividad específica fueron observadas en los metaanálisis para la ira o para la felicidad. Este metaanálisis introdujo adicionalmente el concepto de básico, elementos irreducibles de la vida emocional como dimensiones tales como acercamiento y evasión. Este enfoque dimensional involucrado en enfoques construccionistas psicológicos es más examinado en metaanálisis posteriores por Kober et al. 2008 y Lindquist et al. 2012.

### Kober et al. 2008
En lugar de investigar emociones específicas, Kober, et al. 2008 revisaron 162 estudios de neuroimágenes publicados entre 1990 y 2005 para determinar si grupos de regiones cerebrales mostraban patrones de activación consistentes durante una experiencia emocional (es decir, experimentando activamente una emoción de primera mano) y durante la percepción emocional (es decir, la percepción de una determinada emoción experimentada por otra). Este metaanálisis utiliza análisis multinivel de densidad kernel (MKDA, por sus siglas en inglés) para examinar los estudios de IRMf y PET, es una técnica que impide que los estudios individuales dominen los resultados (particularmente si reportaron múltiples picos cercanos) y que permite estudios con muestras de tamaño grande (aquellas que involucren más participantes) para ejercer mayor influencia sobre los resultados. MKDA fue utilizado para establecer un espacio de referencia neural que incluía el conjunto de regiones que mostraban un incremento consistente en los estudios (para más información y discusión sobre MDKA ver Wager et al. 2007). después, este espacio de referencia neural fue dividido en grupos funcionales de las regiones cerebrales que mostraban patrones de activación similares en los estudios, primero al usar técnicas multivariantes para determinar los patrones de co-activación y luego usando técnicas de reducción de datos para definir los grupos funcionales (resultando en seis grupos) Consistente con un enfoque de construcción psicológico para emociones, los autores discutieron cada grupo funcional en términos de operaciones psicológicas básicas.
El primer grupo "Núcleo Límbico" incluía la amígdala derecha, hipotálamo, gris periacueductal/ regiones del tálamo, el cual los autores lo discutían como un centro emocional interrogativo que juega un rol general en la evaluación del significado afectivo. El segundo grupo "Paralímbico Lateral" incluía la ínsula ventral anterior/ opérculo frontal/ polo derecho temporal/ corteza orbitofrontal posterior, la ínsula anterior/ corteza orbitofrontal posterior, la ínsula ventral anterior/ corteza temporal/ unión de la corteza orbitofrontal, la ínsula media/ putamen dorsal, y el cuerpo estriado ventral/ ínsula media/ hipocampo derecho, el cual los autores sugirieron que jugaba un rol en la motivación, contribuyendo a la valoración general del estímulo y particularmente en el estímulo de recompensa. El tercer grupo "Corteza Media Prefrontal" que incluía a la corteza prefrontal media dorsal, corteza del cíngulo anterior pregenual y la corteza del cíngulo anterior rostral dorsal, el cual los autores hablaban de que jugaba un papel tanto en la generación como en la regulación de la emociones. El cuarto grupo "Red Cognitiva/motora" incluía el opérculo frontal derecho, los giros cerebrales frontales derechos interiores, y el área motora pre-suplementaria/ giros cerebrales frontales izquierdos interiores, regiones que no son específicas a las emociones, pero juegan un papel más general en el procesamiento de información y control cognitivo. El quinto grupo "Asociación Óptico/Visual) que incluía las áreas V8 y V4 de la corteza visual primaria, el lóbulo temporal medio, y la corteza occipital lateral, y el sexto grupo "Posterior medio" que incluía la corteza del cíngulo posterior y el área V1 de la corteza visual primaria. Los autores sugieren que estas regiones juegan un papel conjunto en el procesamiento visual y de atención a estímulos emocionales.

### Vytal et al. 2010
Vytal, et al. 2010 revisaron 83 estudios de neuroimagen publicados entre 1993 y 2008 para examinar si la evidencia de neuroimágenes apoyaba la idea las emociones básicas (ej. miedo, ira, disgusto, felicidad, y tristeza) biológicamente discretas. Los análisis de consistencia identificaron regiones cerebrales que fueron asociadas con una emoción dada. Los análisis de discriminabilidad identificaron regiones del cerebro que eran diferencial y significativamente activas al contrastarlas con los pares de emociones discretas. Este metaanálisis revisó estudios de PET o IRMf que reportaban el análisis cerebral completo que identificaba activaciones significativas para que al menos una de las cinco emociones, relativas a una función neutral o de control. Los autores usaron la estimación de probabilidad de activación (ALE por sus siglas en inglés) para llevar a cabo comparaciones estadísticas por vóxel (sensibles a las propiedades espaciales de vóxels) espacialmente sensibles en los estudios. Esta técnica permite comparaciones estadísticas directas entre los mapas de activación asociados con cada emoción discreta. Por lo tanto, la discriminabilidad entre las cinco categorías emocionales discretas fue evaluada en una escala espacial más precisa que la que se había usado en metaanálisis previos. La consistencia fue primero evaluado al comparar los mapas ALE generados de los estudios para cada emoción (por ejemplo, el mapa ALE que identificaba las regiones consistentemente activadas en los estudios que indujeron miedo) contra los mapas ALE generados por permutaciones aleatorias. Después, la discriminabilidad fue evaluada al contrastar por pares los mapas ALE emocionales individuales (por ejemplo, el mapa ALE de miedo contra el de enojo; el mapa ALE de miedo contra el de disgusto) de todos los pares de emociones básicas. Los patrones consistentes y discriminables de activación neural fueron observados para las cinco categorías emocionales. La felicidad fue consistentemente asociada con la actividad en 9 grupos de regiones cerebrales, el más grande localizado en el giro temporal superior derecho. Por primera vez, la felicidad fue diferenciada de las demás categorías emocionales, con el grupo más grande de actividad específica para felicidad (en contraste con las otras categorías emocionales) localizado en el giro temporal superior derecho y en la corteza el cíngulo rostral anterior izquierdo. La tristeza fue consistentemente asociada con 35 grupos (el más grande localizado en el giro frontal medio izquierdo) y fue diferenciado de las otras categorías emocionales por su significativa actividad en el giro frontal medio izquierdo. El enojo fue consistentemente asociada con la actividad en 13 grupos (el más grande fue localizado en el giro frontal inferior izquierdo), y fue diferenciado de las otras categorías emocionales por su significativa actividad en el giro frontal inferior bilateral, y en el giro parahipocampal derecho. El miedo fue consistentemente asociado con 11 grupos (el grupo de activación más grande está en la amígdala izquierda) y fue diferenciado de las otras categorías emocionales por su significativa actividad en la amígdala izquierda y el puntamen izquierdo. El disgusto se activó consistentemente en 16 grupos (el grupo de activación más grande está en la ínsula derecha/ giro frontal inferior derecho) y fue diferenciado de las otras categorías emocionales por su significativa actividad en el puntamen derecho y en la ínsula izquierda.

### Lindquist et al. 2012
Lindquist, et al. 2012 revisaron 91 estudios de PET y IRMf publicados entre enero de 1990 y diciembre de 2007. Los estudios incluidos en este metaanálisis usaron métodos de inducción que provocaron experiencias emocionales o la percepción de emociones de miedo, tristeza, disgusto, enojo y felicidad. El objetivo era comparar los enfoques locacionistas con los enfoques psicológicos construccionistas de las emociones. Similar a Kober et al. descrito anteriormente, un análisis multinivel de pico de densidad de kernel transformó los picos de activación reportados en los estudios de contraste en una referencia espacial neural (en otras palabras, al grupo de regiones cerebrales consistentemente activas en los estudios, contrasta la evaluación de la experiencia o percepción de las emociones). Los análisis de densidad después fueron utilizados para identificar regiones (o vóxels) en el espacio de referencia neural con activaciones más consistentes para una categoría emocional más específica. Los análisis de Distribución χ² fueron usados para crear mapas estadísticos que indicaban si cada región identificada y consistentemente activa (aquellas identificadas en los análisis de densidad) era activada más frecuentemente en estudios de cada categoría emocional contra el promedio de todas las demás emociones, independientemente de la activación de otras pareas del cerebro. Tanto los análisis de distribución χ² como los análisis de densidad definen funcionalidad consistente y "regiones selectivas", o regiones que muestran un incremento más consistente en la actividad por la experimentación o percepción de una categoría emocional en todos los estudios de la literatura. Por tanto, una región "selectiva" puede presentar un incremento relativo en la activación para una categoría emocional mientras está teniendo una respuesta a múltiples categorías emocionales. Posteriormente, series de regresión logística fueron hechas para identificar si cualquiera de las regiones que fueron identificadas como consistentes y selectivas hacia una categoría emocional era adicionalmente "específicas" a una cierta categoría. Las regiones fueron definidas como específicas para ciertas emociones si mostraban un incremento en su actividad con otras categorías emocionales. En otras palabras, una región pudo ser definida como consistente, selectiva y específica para, por ejemplo, la percepción de miedo si sólo mostraba in incremento significativo de activación durante la percepción de miedo y no mostraba un incremento de actividad con las demás emociones. Sin embargo, la misma regios iba a ser definida como sólo consistente y selectiva/ y no específica a la percepción del miedo si mostraba un incremento de su actividad para cualquier otra emoción como la percepción del enojo. Un fuerte apoyo para el enfoque locacionista fue definido como evidencia de que las categorías emocionales básicas (enojo, disgusto, miedo, felicidad, y tristeza) mapean consistentemente en áreas del cerebro que se activan específicamente en respuesta a una única emoción. Por otro lado, un gran apoyo para el enfoque construccionista fue definido como evidencia de que múltiples operaciones psicológicas (algunas de las cuales no son específicas o selectivas a emociones) ocurren consistentemente en varias regiones cerebrales y con múltiples categorías emocionales.
Los resultados indicaban que varias regiones del cerebro mostraron activaciones consistentes y selectivas en la experimentación o percepción de una categoría emocional (con respecto a todas las demás categorías). Consistente con modelos construccionistas, pero sin demostrar especificidad funcional en una región para las emociones de miedo, disgusto, felicidad, tristeza o enojo. Basados en la literatura científica existente, los autores proponen diferentes papeles de las regiones cerebrales que tradicionalmente han sido asociadas con una solo categoría emocional. Los autores proponen que la amígdala, la ínsula anterior, y la corteza orbitofrontal, cada una contribuyen en un "afecto central o nuclear", que son sentimientos básicos, agradables o desagradables, con cierto nivel de excitación. La amígdala, por ejemplo, al parecer juega un papel más general indicando si la información sensorial externa es motivacionalmente destacada, y es particularmente activa cuando un estímulo es nuevo o evoca incertidumbre. La ínsula anterior puede representar sentimientos afectivos centrales en la conciencia a través de una serie de categorías emocionales, en gran medida conducidas por sensaciones originadas en el cuerpo. La corteza orbitofrontal parece que funciona como un sitio para la integración de la información sensorial del cuerpo y del mundo para guiar el comportamiento. Estrechamente relacionado con el afecto central, los autores proponen que el cíngulo anterior y la corteza prefrontal dorso-lateral juegan papeles vitales en la atención. Con el cíngulo anterior apoyando el uso de información sensorial para dirigir la atención y el motor de respuesta durante la selección de esta, y con la corteza prefrontal dorso-lateral apoyando a la atención ejecutiva. En muchos enfoques construccionistas psicológicos, las emociones también involucran el acto de interpretar la situación de uno mismo en el mundo relativa al estado interno del cuerpo, o a lo que se es referido como "conceptualización". En apoyo a esta idea, la corteza prefrontal dorso-media y el hipocampo estuvieron activos consistentemente en este metaanálisis, estas regiones parecen jugar un papel importante conceptualizando durante las emociones, las cuales también están involucradas en la simulación de experiencias previas (ej. conocimiento y memoria). El lenguaje es también importante para la conceptualización, y las regiones que apoyan al lenguaje, incluyendo la corteza prefrontal ventro-lateral, estuvieron también activas consistentemente en los estudios de la experimentación y percepción de emociones.